# ダニエル・ウェブスター
ダニエル・ウェブスター（英語: Daniel Webster, 1782年1月18日 - 1852年10月24日）は、アメリカ合衆国の政治家、法律家。連邦下院議員（1813年 - 1816年、1823年 - 1828年）、連邦上院議員（マサチューセッツ州選出、1827年 - 1841年、1845年 - 1850年）、国務長官（1841年 - 1843年、1850年 - 1852年）を歴任。フェデラリスト党、ホイッグ党に所属。19世紀前半のアメリカを代表する政治家の一人である。上院におけるいわゆる「フェイマス・ファイヴ」の一人。

## 生涯

### 生い立ち
ニューハンプシャー州ソールズベリーで、エベネゼル・ウェブスターとアビガイル（またはイーストマン）夫妻の息子として生まれた。両親は小さな農場（父親のエベネゼルがフレンチ・インディアン戦争の功績で得た物）を経営し、彼はそこで成長した。一家は貧しかったが、教育には熱心で息子のために家庭教師を雇い、ウェブスターはニューハンプシャー州エクセターのフィリップス・エクセター・アカデミーに入学した。
ウェブスターはエクセター・アカデミーを9ヶ月で去る。子供の頃彼は人前で話すことを非常に恐れ、学校の授業で必要な「朗読」に対する恐怖を十分に克服することができなかった。後に弁論家として成功したにもかかわらず、彼は学校で石の様に押し黙り、恥ずかしさで涙を浮かべて部屋にこもったと記録される。アカデミーを短期間で去った理由は不明であるが、おそらくは彼の恐怖心に対して両親が無力であったことが考えられる。
エクセターを辞めた後、彼はダートマス大学に入学し、ファイ・ベータ・カッパクラブを1801年に卒業した。ここで彼は演説に対する恐怖を克服するため、驚異的な記憶力とスピーチ原稿作成能力を活用した。彼は「United Fraternity」文学協会に加わり、演説の訓練を行った。彼が成功した後、ハノーヴァーの町は独立記念日の演説を彼に依頼した。ダートマスを1805年に卒業すると、彼は初めにトマス・W・トムプソン、次にクリストファー・ゴアの元で働き、続いてニューハンプシャー州ボスコーエンで法律業を開始する。1807年にはポーツマスに新しい事務所を開業した。
1808年に彼はグレース・フレッチャー(1828年没)と結婚する。二人は息子のチャールズをもうけた。

### 初期の政治生命
弁護士としてウェブスターの評判はたちまちに高くなり、さらに彼は連邦党の指導者に就任した。1812年に彼は下院議員に選出され、米英戦争への反対を強く主張した。彼は2期を務めた後1816年に議会を去り、マサチューセッツ州マーシュフィールド（ボストンの65km南、プリマスの近く）に転居した。

### 国務長官として
1837年発生した、キャロライン事件を解決するために英国公使ヘンリー・ステファン・フォックスに対して書簡を送り、翌年臨時公使アッシュバートン卿と会談を行い米英関係を改善させた。
この際、書簡においてウェブスターが示した攻撃の正当性に関する条件は「ウェブスター見解」と呼ばれ、国際慣習法における自衛権の成立要件の先例とされた。